# Thyrocopa vagans
Thyrocopa vagans là một loài bướm đêm thuộc họ Oecophoridae. Nó là loài đặc hữu của Kauai.
Chiều dài cánh trước khoảng 8 mm. Con trưởng thành bay ít nhất vào tháng 5, tháng 8, và tháng 9. 